# ده تشل دلي ريتش العليا (مارغون)
ده تشل دلي ریتش العلیا (بالفارسية: ده چل دلی ریچ علیا) هي قرية تقع في إيران في قسم مارغون الريفي. يقدر عدد سكانها بـ 91 نسمة بحسب إحصاء 2016.